# 統一艷花介
統一艷花介（学名：Abroeythereis tungyei）为粗面介科艷花介屬下的一个种。